# Zapotlanejo
Zapotlanejo är en ort i Mexiko.   Den ligger i kommunen Zapotlanejo och delstaten Jalisco, i den centrala delen av landet, 400 km väster om huvudstaden Mexico City. Zapotlanejo ligger 1 524 meter över havet och antalet invånare är 29 055.
Terrängen runt Zapotlanejo är platt åt nordväst, men åt sydost är den kuperad. Terrängen runt Zapotlanejo sluttar västerut. Runt Zapotlanejo är det ganska tätbefolkat, med 96 invånare per kvadratkilometer. Närmaste större samhälle är Tonalá, 17,3 km väster om Zapotlanejo. I omgivningarna runt Zapotlanejo växer huvudsakligen savannskog.